# Tuluva Narasa Nayaka
Tuluva Narasa Nayaka (... – 1503) fu un comandante dell'esercito dell'Impero Vijayanagara sotto il governo dell'imperatore Saluva Narasimha Deva Raya.
Dopo la morte di Saluva Narasimha Deva Raya, il principe ereditario Thimma Bhupala venne assassinato da un comandante dell'esercito. Il fratello minore, il principe Narasimha Raya II, venne incoronato imperatore, ma Tuluva Narasa Nayaka conservò tutti i poteri amministrativi al fine di riportare la stabilità del regno. Riuscì ad arginare con successo il Sultanato di Bahmani e i Gajapati, tenendoli lontano dal regno, e a sedare molte ribellioni di notabili che cercavano di esercitare la loro indipendenza.